# 古墓丽影II
《古墓丽影II》是属于古墓丽影系列的一款电子游戏，是游戏《古墓丽影》的续作。游戏由Core Design负责开发，Eidos Interactive出版。原始版本在PlayStation平台发布，Windows 95和Mac版本在1997年11月发布，PlayStation Network版本在2009年发布。中国大陆由北京新天地代理，臺灣由第三波資訊代理Windows版發售。

## 玩法
本作的主要探訪地點為萬里長城、威尼斯、地中海、西藏、以及一些虛構空間等，每個地點都提供了三至五個關卡供玩家闖關。同前代每個關卡必須解開機關及擊敗敵人才可通關，玩家也可以在各場所尋找相關彈藥物資來使得通關過程更加順利。
本作增加了牆梯與滑車作為跨越地形的有力工具，同時增加照明彈作為輔助道具，取得照明彈可幫助玩家在極為漆黑的場所看清楚前路，但也由於本作漆黑的場景增加，一些敵人也會從陰暗處冒出攻擊玩家，這使得本作比前作有更多的恐怖氛圍。

## 劇情
秦始皇將蘊含炎龍之力的西安匕首刺進自己的心臟，取得了炎龍之力，這股無窮的力量幫助秦始皇指揮著他的軍隊進攻西藏。最終，西藏僧侶成功地將西安匕首從皇帝的心臟取走，這使得秦始皇的戰役以失敗告終。西安匕首也被放到了它原有的地方——長城腳下——並禁錮了好幾個世紀。
自蘿拉發現司祭盎後過了大約一年，蘿拉聽聞了波拉德博士的死訊，隨即趕往中國西安調查關於西安匕首的消息，蘿拉在長城中意外找到了古神廟入口，卻被古神廟擋在大門之外不得其門而入，此時隸屬於義大利黑手黨「黑火黨」的基層殺手突然從後偷襲蘿拉，認定擊敗羅拉便可進入神廟，但因作戰失敗於是服毒自盡，從該殺手留下的電腦得知，黑火黨似乎在尋找些什麼，而其大本營就在威尼斯，因此蘿拉又趕往了威尼斯。
在威尼斯中，蘿拉找到了黑火黨首腦馬可‧巴托利的水上飛機，蘿拉溜了上去，並偷聽到兩個飛行員提到關於六翼天使的事，但說時遲蘿拉便遭到飛機技工的偷襲完全暈了過去，並關押到了一處地中海鑽油平台上，等待清醒後，蘿拉發現武裝被完全卸除，蘿拉便費了一些力氣尋回自己的武裝。蘿拉在鑽油平台找到正被巴托利手下教訓的張和尚，蘿拉便幫張和尚將巴托利手下解決，張和尚緩緩說出自身的父親曾為了阻止巴托利的父親詹尼‧巴托利取得六翼天使，因而將他的船瑪麗亞號炸沉，六翼天使也跟著沉在深海之中，六翼天使的作用是僧院用來封印重要寶物的鑰匙，絕不能落入不該擁有的人手中，似乎巴托利這幫人現在就正在尋找六翼天使，語畢，巴托利突然現身擊殺了張和尚，而蘿拉則尾隨著巴托利尋找六翼天使用的潛水艇到了深海。
穿過了深海沉船瑪麗亞號的殘骸，蘿拉成功取得了六翼天使並返回鑽油平台，蘿拉眼見巴托利的水上飛機無人看守便直接將它開走，蘿拉一邊駕駛一邊思量著張和尚生前所述之事，打算了解六翼天使在僧院究竟封印了什麼樣的寶物，並一路飛到了西藏，突然飛機發動機發生事故緊急迫降，蘿拉跳傘生還後不得不從白雪覆蓋的西藏山麓前往僧院。
費了一番力氣蘿拉到了僧院，並藉著僧院和尚的幫忙，蘿拉擊敗不少巴托利的爪牙，且利用六翼天使打開了僧院地底的冰霜宮殿，其打開古神廟用的聖物塔里昂也就在冰霜宮殿之中，蘿拉取走塔里昂，並敲擊聖鑼震碎封鎖出路的冰牆，意外喚醒了塔里昂守護者巨鷹，巨鷹開始追擊蘿拉，但絲毫不敵蘿拉的子彈，接著巴托利以及其手下也開始追擊蘿拉，但都被蘿拉一一制伏，藉著巴托利手下留下的吉普車，蘿拉回到了萬里長城。
帶著塔里昂回到萬里長城的古神廟，蘿拉打開了古神廟大門，但卻不小心中了祭壇陷阱掉入了神廟的巨大瀑布之中，蘿拉又花了不少力氣爬上瀑布回到祭壇，卻看到巴托利已在趁亂進行儀式，並將古神廟中的西安匕首插進自己心臟，接著手下將巴托利的軀體抬往虛空浮島的核心區域，蘿拉也追了上去，並見到了正汲取炎龍之力的巴托利，霎時之間巴托利幻化成炎龍，並與蘿拉展開最終決戰。
蘿拉擊敗了炎龍巴托利，並逃出受到炎龍爆炸震波損毀的長城後，蘿拉將匕首帶回卡芙特莊園，蘿拉端詳著這歷經艱辛取得的戰利品，但巴托利的殘餘手下仍在夜幕低垂時闖入卡芙特莊園試圖搶回匕首，蘿拉只好再將卡芙特莊園陰魂不散的巴托利小嘍囉料理掉，當一切不穩定因素都已解決，蘿拉準備在睡前好好來個深層沐浴之時，看見玩家仍試圖透過螢幕畫面觀賞她沐浴，便直接用身旁的散彈槍一發轟掉了玩家的攝影機。

## 黃金版

### 古墓丽影II：黄金面具
1999年6月4日，《古墓丽影II》的PC黄金版《古墓丽影II：黄金面具》在北美和其他地方发布。游戏包括在原《古墓丽影II》的关卡和小标题为“黄金面具”的5个新关卡。《黄金面具》与其他两个黄金游戏不同，它的故事与古墓丽影系列游戏的主剧情没有关系，其情节完全是独一无二的。
这个故事涉及到一些线索，劳拉·克劳馥来到了位于白令海的一个小岛：一张褪色的照片显示出一个因纽特捕鲸人拿着一个类似于远古黄金面具的东西，一张1945年的旧报纸提及阿拉斯加州因发现了金子而引发冲突，一个位于矿山秘密而坚固的的军事基地。劳拉的主要兴趣在寻找面具，因为有传闻它就是著名的因纽特众神之神托纳萨克的黄金面具——拥有可以使佩戴者复活的强大力量。

## 游戏评价
《古墓丽影II》作为1997年最受期待的游戏之一，立即取得了商业上的成功，销售成绩很快超越原作 《古墓丽影》并广受好评。评论特别赞扬了《古墓丽影II》改进的图形效果，可用的车辆和更注重行动的目标。